# Норвегія на зимових Олімпійських іграх 1952
Норвегія на зимових Олімпійських іграх 1952 року, які проходили в норвезькій столиці Осло, була представлена 73 спортсменами (61 чоловіком та 12 жінками) у 8 видах спорту. Прапороносцем на церемонії відкриття Олімпійських ігор був ковзаняр Г'яльмар Андерсен.
Норвезькі спортсмени вибороли 16 медалей, з них 7 золотих, 3 срібних та 6 бронзових. Олімпійська збірна Норвегії зайняла перше загальнокомандне місце.

## Медалісти
| Медаль | Призери                                                          | Вид спорту          | Дисципліна                    |
| ------ | ---------------------------------------------------------------- | ------------------- | ----------------------------- |
| Золото | Стейн Еріксен                                                    | Гірськолижний спорт | гігантський слалом (чоловіки) |
| Золото | Галлгейр Бренден                                                 | Лижні гонки         | 18 км (чоловіки)              |
| Золото | Сімон Слоттвік                                                   | Лижне двоборство    | індивідуальні змагання        |
| Золото | Арнфінн Бергманн                                                 | Стрибки з трампліна | нормальний трамплін           |
| Золото | Г'ялмар Андерсен                                                 | Ковзанярський спорт | 1500 м (чоловіки)             |
| Золото | Г'ялмар Андерсен                                                 | Ковзанярський спорт | 5000 м (чоловіки)             |
| Золото | Г'ялмар Андерсен                                                 | Ковзанярський спорт | 10,000 м (чоловіки)           |
| Срібло | Стейн Еріксен                                                    | Гірськолижний спорт | слалом (чоловіки)             |
| Срібло | Магнар Естенстад Мікал Кіркгольт Мартін Стоккен Галлгейр Бренден | Лижні гонки         | 4 × 10 км естафета (чоловіки) |
| Срібло | Торбйорн Фалкангер                                               | Стрибки з трампліна | нормальний трамплін           |
| Бронза | Гутторм Берге                                                    | Гірськолижний спорт | слалом (чоловіки)             |
| Бронза | Магнар Естенстад                                                 | Лижні гонки         | 50 км (чоловіки)              |
| Бронза | Сверре Стенерсен                                                 | Лижне двоборство    | індивідуальні змагання        |
| Бронза | Арне Йогансен                                                    | Ковзанярський спорт | 500 м (чоловіки)              |
| Бронза | Роальд Ос                                                        | Ковзанярський спорт | 1500 м (чоловіки)             |
| Бронза | Сверре Гауглі                                                    | Ковзанярський спорт | 5000 м (чоловіки)             |

## Бобслей
| Екіпаж | Спортсмени                      | Дисципліна | Спуск 1 | Спуск 1 | Спуск 2 | Спуск 2 | Спуск 3 | Спуск 3 | Спуск 4 | Спуск 4 | Разом   | Разом |
| Екіпаж | Спортсмени                      | Дисципліна | Час     | Місце   | Час     | Місце   | Час     | Місце   | Час     | Місце   | Час     | Місце |
| ------ | ------------------------------- | ---------- | ------- | ------- | ------- | ------- | ------- | ------- | ------- | ------- | ------- | ----- |
| NOR-1  | Арне Гольст Коре Хрістіансен    | двійки     | 1:24.52 | 13      | 1:24.77 | 11      | 1:24.24 | 12      | 1:24.88 | 14      | 5:38.41 | 13    |
| NOR-2  | Ерік Тандберг Курт Джеймс Гайдн | двійки     | 1:26.33 | 15      | 1:24.82 | 12      | 1:24.23 | 11      | 1:24.24 | 10      | 5:39.62 | 14    |

| Екіпаж | Спортсмени                                                       | Дисципліна | Спуск 1 | Спуск 1 | Спуск 2 | Спуск 2 | Спуск 3 | Спуск 3 | Спуск 4 | Спуск 4 | Разом   | Разом |
| Екіпаж | Спортсмени                                                       | Дисципліна | Час     | Місце   | Час     | Місце   | Час     | Місце   | Час     | Місце   | Час     | Місце |
| ------ | ---------------------------------------------------------------- | ---------- | ------- | ------- | ------- | ------- | ------- | ------- | ------- | ------- | ------- | ----- |
| NOR-1  | Арне Гольст Трюгве Брудевольд Курт Джеймс Гайдн Коре Хрістіансен | четвірки   | 1:20.05 | 12      | 1:19.93 | 9       | 1:19.98 | 12      | 1:21.40 | 12      | 5:21.36 | 12    |
| NOR-2  | Рейдар Альвеберг Андерс Гвеем Арне Røgden Гуннар Торесен         | четвірки   | 1:21.53 | 15      | 1:21.18 | 13      | 1:20.77 | 14      | 1:20.99 | 10      | 5:24.47 | 13    |

## Гірськолижний спорт
Чоловіки
| Спортсмен         | Дисципліна         | Дистанція 1 | Дистанція 1 | Дистанція 2 | Дистанція 2 | Разом      | Разом      |
| Спортсмен         | Дисципліна         | Час         | Місце       | Час         | Місце       | Час        | Місце      |
| ----------------- | ------------------ | ----------- | ----------- | ----------- | ----------- | ---------- | ---------- |
| Сверре Йоганнесен | швидкісний спуск   |             |             |             |             | DSQ        | –          |
| Йонні Лунде       | швидкісний спуск   |             |             |             |             | 2:43.6     | 20         |
| Гуннар Г'єлтнес   | швидкісний спуск   |             |             |             |             | 2:35.9     | 7          |
| Стейн Еріксен     | швидкісний спуск   |             |             |             |             | 2:33.8     | 6          |
| Альф Опгейм       | гігантський слалом |             |             |             |             | 2:35.9     | 19         |
| Гутторм Берге     | гігантський слалом |             |             |             |             | 2:34.5     | 13         |
| Гуннар Г'єлтнес   | гігантський слалом |             |             |             |             | 2:33.7     | 10         |
| Стейн Еріксен     | гігантський слалом |             |             |             |             | 2:25.0     | 1          |
| Гуннар Г'єлтнес   | слалом             | 1:11.6      | 49          | не пройшов  | не пройшов  | не пройшов | не пройшов |
| Пер Роллум        | слалом             | 1:01.6      | 11 Q        | 1:02.9      | 9           | 2:04.5     | 8          |
| Гутторм Берге     | слалом             | 1:01.1      | 6 Q         | 1:00.6      | 3           | 2:01.7     | 3          |
| Стейн Еріксен     | слалом             | 59.2        | 1 Q         | 1:02.0      | 6           | 2:01.2     | 2          |

Жінки
| Спортсмен         | Дисципліна         | Дистанція 1 | Дистанція 1 | Дистанція 2 | Дистанція 2 | Разом  | Разом |
| Спортсмен         | Дисципліна         | Час         | Місце       | Час         | Місце       | Час    | Місце |
| ----------------- | ------------------ | ----------- | ----------- | ----------- | ----------- | ------ | ----- |
| Борггільд Ніскін  | швидкісний спуск   |             |             |             |             | DSQ    | –     |
| Карен-Софі Стюрмо | швидкісний спуск   |             |             |             |             | 2:15.5 | 31    |
| Дагню Йоргенсен   | швидкісний спуск   |             |             |             |             | 1:56.8 | 21    |
| Маргіт Гваммен    | швидкісний спуск   |             |             |             |             | 1:50.9 | 7     |
| Туль Гасманн      | гігантський слалом |             |             |             |             | 2:34.3 | 35    |
| Дагню Йоргенсен   | гігантський слалом |             |             |             |             | 2:31.1 | 33    |
| Маргіт Гваммен    | гігантський слалом |             |             |             |             | 2:17.7 | 18    |
| Борггільд Ніскін  | гігантський слалом |             |             |             |             | 2:11.9 | 6     |
| Туль Гасманн      | слалом             | 1:29.4      | 35          | 1:07.5      | 8           | 2:36.9 | 33    |
| Карен-Софі Стюрмо | слалом             | 1:15.0      | 28          | 1:12.6      | 27          | 2:27.6 | 23    |
| Маргіт Гваммен    | слалом             | 1:09.8      | 14          | 1:11.4      | 23          | 2:21.2 | 18    |
| Борггільд Ніскін  | слалом             | 1:08.7      | 10          | 1:09.0      | 14          | 2:17.7 | 11    |

## Ковзанярський спорт
Чоловіки
| Дисципліна | Спортсмен         | Дистанція  | Дистанція |
| Дисципліна | Спортсмен         | Час        | Місце     |
| ---------- | ----------------- | ---------- | --------- |
| 500 м      | Зігмунд Софтеланд | 44.3       | 10        |
| 500 м      | Гроар Елвенес     | 44.1       | 6         |
| 500 м      | Фінн Гелгесен     | 44.0       | 5         |
| 500 м      | Арне Йогансен     | 44.0       | 3         |
| 1500 м     | Нік Стене         | 2:24.8     | 15        |
| 1500 м     | Івар Мартінсен    | 2:23.4     | 8         |
| 1500 м     | Роальд Ос         | 2:21.6     | 3         |
| 1500 м     | Г'яльмар Андерсен | 2:20.4     | 1         |
| 5000 м     | Юнгвар Карлсен    | 8:48.2     | 20        |
| 5000 м     | Вігго Ганссен     | 8:37.2     | 9         |
| 5000 м     | Сверре Гауглі     | 8:22.4     | 3         |
| 5000 м     | Г'яльмар Андерсен | 8:10.6 OR  | 1         |
| 10,000 м   | Інгар Нордлунд    | DNF        | –         |
| 10,000 м   | Юнгвар Карлсен    | 18:10.6    | 18        |
| 10,000 м   | Сверре Гауглі     | 17:30.2    | 6         |
| 10,000 м   | Г'яльмар Андерсен | 16:45.8 OR | 1         |

## Лижне двоборство
Дисципліни:
- нормальний трамплін
- лижні гонки, 15 км

| Спортсмен           | Дисципліна             | Лижні гонки | Лижні гонки | Лижні гонки | Стрибки з трампліна | Стрибки з трампліна | Стрибки з трампліна | Стрибки з трампліна | Разом | Разом |
| Спортсмен           | Дисципліна             | Бали        | Місце       | Час         | Відстань 1          | Відстань 2          | Місце               | Бали                | Місце |       |
| ------------------- | ---------------------- | ----------- | ----------- | ----------- | ------------------- | ------------------- | ------------------- | ------------------- | ----- | ----- |
| Сверре Стенерсен    | індивідуальні змагання | 213.335     | 9           | 68.0        | 69.5                | 223.0               | 2                   | 436.335             | 3     |       |
| Пер Г'єлтен         | індивідуальні змагання | 220.848     | 6           | 65.0        | 66.0                | 212.0               | 3                   | 432.848             | 5     |       |
| Оттар Г'єрмундсгауг | індивідуальні змагання | 226.121     | 5           | 61.0        | 64.5                | 206.0               | 6                   | 432.121             | 6     |       |
| Сімон Слоттвік      | індивідуальні змагання | 228.121     | 3           | 67.0        | 66.5                | 223.5               | 1                   | 451.621             | 1     |       |

## Лижні гонки
Чоловіки
| Дисципліна | Спортсмен           | Дистанція | Дистанція |
| Дисципліна | Спортсмен           | Час       | Місце     |
| ---------- | ------------------- | --------- | --------- |
| 18 км      | Сверре Стенерсен    | 1'09:44   | 27        |
| 18 км      | Пер Г'єлтен         | 1'07:40   | 20        |
| 18 км      | Оттар Г'єрмундсгауг | 1'06:13   | 17        |
| 18 км      | Сімон Слоттвік      | 1'05:40   | 15        |
| 18 км      | Мікал Кіркгольт     | 1'04:53   | 12        |
| 18 км      | Магнар Естенстад    | 1'04:26   | 11        |
| 18 км      | Мартін Стоккен      | 1'03:00   | 6         |
| 18 км      | Галлгейр Бренден    | 1'01:34   | 1         |
| 50 км      | Гаральд Мортманн    | 3'43:43   | 8         |
| 50 км      | Едвін Ландсем       | 3'40:43   | 7         |
| 50 км      | Олав Екерн          | 3'38:45   | 4         |
| 50 км      | Магнар Естенстад    | 3'38:28   | 3         |

Чоловіки, 4 × 10 км естафета
| Спортсмени                                                       | Дистанція | Дистанція |
| Спортсмени                                                       | Час       | Місце     |
| ---------------------------------------------------------------- | --------- | --------- |
| Магнар Естенстад Мікал Кіркгольт Мартін Стоккен Галлгейр Бренден | 2'23:13   | 2         |

Жінки
| Дисципліна | Спортсмен              | Дистанція | Дистанція |
| Дисципліна | Спортсмен              | Час       | Місце     |
| ---------- | ---------------------- | --------- | --------- |
| 10 км      | Йорун Танген-Аскерсруд | 47:45     | 12        |
| 10 км      | Гіна Регланд-Сігстад   | 45:37     | 10        |
| 10 км      | Маріт Ейсет            | 45:04     | 7         |
| 10 км      | Ракель Валь            | 44:54     | 6         |

## Стрибки з трампліна
| Спортсмен          | Дисципліна          | Стрибок 1 | Стрибок 1 | Стрибок 1 | Стрибок 2 | Стрибок 2 | Стрибок 2 | Разом      | Разом            |
| Спортсмен          | Дисципліна          | Відстань  | Бали      | Місце     | Відстань  | Бали      | Місце     | Сума балів | Підсумкове місце |
| ------------------ | ------------------- | --------- | --------- | --------- | --------- | --------- | --------- | ---------- | ---------------- |
| Галвор Нес         | нормальний трамплін | 63.5      | 108.0     | 8         | 64.5      | 108.5     | 3         | 216.5      | 4                |
| Арне Гоел          | нормальний трамплін | 66.5      | 109.0     | 7         | 63.5      | 106.5     | 5         | 215.5      | 6                |
| Арнфінн Бергманн   | нормальний трамплін | 67.5      | 112.0     | 2         | 68.0      | 114.0     | 1         | 226.0      | 1                |
| Торбйорн Фалкангер | нормальний трамплін | 68.0      | 113.0     | 1         | 64.0      | 108.5     | 3         | 221.5      | 2                |

## Фігурне катання
Жінки
| Спортсмен         | Обов'язкова програма | Довільна програма | Бали    | Сума місць | Місце |
| ----------------- | -------------------- | ----------------- | ------- | ---------- | ----- |
| Бйорг Логнер Оєн  | 23                   | DNS               | DNF     | –          | –     |
| Інгеборг Нільссон | 25                   | 24                | 113.322 | 215        | 24    |

Пари
| Спортсмени                      | Бали  | Сума місць | Місце |
| ------------------------------- | ----- | ---------- | ----- |
| Бйорг Ск'єрлоен Рейдар Бор'єсон | 8.346 | 117        | 13    |

## Хокей
|  | Склад команди Ян Ерік Адольфсен Арне Берг Егіл Б'єрклунд Пер Даль Бйорн Гулбрандсен Бйорн Оскар Oscar Гулбрандсен Фінн Гундерсен Артур Крістіансен Гуннар Кроге Йогнню Ларнвет Роар Педерсен Аннар Петерсен Рагнар Рюгель Лейф Солгейм Ейвінд Солгейм Рой Страндем Пер Войгт |

Турнірна таблиця
| Збірна         | Матчі | В | П | Н | Ш     | О  |
| -------------- | ----- | - | - | - | ----- | -- |
| Канада         | 8     | 7 | 0 | 1 | 71:14 | 15 |
| США            | 8     | 6 | 1 | 1 | 43:21 | 13 |
| Швеція         | 8     | 6 | 2 | 0 | 48:19 | 12 |
| Чехословаччина | 8     | 6 | 2 | 0 | 47:18 | 12 |
| Швейцарія      | 8     | 4 | 4 | 0 | 40:40 | 8  |
| Польща         | 8     | 2 | 5 | 1 | 21:56 | 5  |
| Фінляндія      | 8     | 2 | 6 | 0 | 21:60 | 4  |
| ФРН            | 8     | 1 | 6 | 1 | 21:53 | 3  |
| Норвегія       | 8     | 0 | 8 | 0 | 15:46 | 0  |

Скорочення: В = перемоги, П = поразки, Н = нічиї, Ш = закинуті та пропущені шайби, О = набрані очки
Матчі зіграні командою Норвегії
| 1 тур          |      |          |   |                |                    |
| 15 лютого 1952 | Осло | Норвегія | — | США            | 2:3 (1:0,0:2,1:1)  |
| 2 тур          |      |          |   |                |                    |
| 16 лютого 1952 | Осло | Норвегія | — | Чехословаччина | 0:6 (0:2,0:2,0:2)  |
| 3 тур          |      |          |   |                |                    |
| 17 лютого 1952 | Осло | Норвегія | — | Швеція         | 2:4 (1:2,0:1,1:1)  |
| 4 тур          |      |          |   |                |                    |
| 18 лютого 1952 | Осло | Норвегія | — | Швейцарія      | 2:7 (0:4,2:2,0:1)  |
| 5 тур          |      |          |   |                |                    |
| 20 лютого 1952 | Осло | Норвегія | — | Фінляндія      | 2:5 (0:2,2:2,0:1)  |
| 6 тур          |      |          |   |                |                    |
| 21 лютого 1952 | Осло | Норвегія | — | ФРН            | 2:6 (0:0,1:1,1:5)  |
| 8 тур          |      |          |   |                |                    |
| 23 лютого 1952 | Осло | Норвегія | — | Канада         | 2:11 (2:5,0:3,0:3) |
| 9 тур          |      |          |   |                |                    |
| 24 лютого 1952 | Осло | Норвегія | — | Польща         | 3:4 (2:1,1:1,0:2)  |

Збірна Норвегії зайняла останнє дев'яте місце.